# Ringer-Junioreneuropameisterschaften 1980
Die Ringer-Junioreneuropameisterschaften 1980 fanden Ende August 1980 in Bursa, Türkei statt. Sie wurden zusammen mit den Europameisterschaften der Espoirs 1980 (U23) ausgetragen.

## Junioren, griechisch-römisch

### Ergebnisse
| Klasse  | Gold                | Silber                | Bronze          |
| ------- | ------------------- | --------------------- | --------------- |
| -48 kg  | Ilham Umajew        | Atanas Jentschew      | Vincenzo Maenza |
| -52 kg  | Iwan Kukiskin       | Nikolai Widow         | Laszlo Zorge    |
| -57 kg  | Arpad Sipos         | Rafis Sadikow         | Karel Mirsoluv  |
| -62 kg  | Gennadi Skryjabin   | Eugeniuk Brzosta      | Nandor Sabo     |
| -68 kg  | Manwel Aprikan      | Swetan Filcec         | Sölve Halling   |
| -74 kg  | Alexander Kudrawzew | Ronald Schulz         | Stojan Wasilew  |
| -82 kg  | Marian Dadakow      | Oleg Mansin           | Andrzej Malina  |
| -90 kg  | Christer Gullden    | Nikolai Sibitnew      | Lajos Herczeg   |
| -100 kg | Tamas Gaspar        | Wjatscheslaw Klimenko | Tomas Johansson |
| +100 kg | Aleksandar Usakow   | Krystian Slomka       | Ion Hanuo       |

### Medaillenspiegel
| Rang | Land                            | Gold | Silber | Bronze |
| ---- | ------------------------------- | ---- | ------ | ------ |
| 1    | Sowjetunion                     | 6    | 4      | 0      |
| 2    | Ungarn                          | 2    | 0      | 1      |
| 3    | Bulgarien                       | 1    | 3      | 1      |
| 4    | Schweden                        | 1    | 0      | 2      |
| 5    | Polen                           | 0    | 2      | 1      |
| 6    | Deutsche Demokratische Republik | 0    | 1      | 0      |
| 7    | Jugoslawien                     | 0    | 0      | 2      |
| 8    | Rumänien                        | 0    | 0      | 1      |
|      | Tschechoslowakei                | 0    | 0      | 1      |
|      | Italien                         | 0    | 0      | 1      |

## Junioren, freier Stil

### Ergebnisse
| Klasse  | Gold               | Silber             | Bronze             |
| ------- | ------------------ | ------------------ | ------------------ |
| -48 kg  | Aslan Yilmaz       | Bahar Sadikow      | Yuseyin Alijew     |
| -52 kg  | Walentin Jordanow  | Aslan Seyhanlı     | Ali Gujelahmedow   |
| -57 kg  | Ruslan Gapajew     | Georgi Kolcew      | Jordanko Janew     |
| -62 kg  | Timur Chasunet     | Halit Akgün        | Dimitri Redujalkow |
| -68 kg  | Jan Szymański      | Stefan Stefanow    | Uwe Mauksch        |
| -74 kg  | Burhan Sabancıoğlu | Walentin Karawelow | Murat Gaschijew    |
| -82 kg  | Iwan Purtschin     | Günter Bussarello  | Senol Tenekecioglu |
| -90 kg  | Ahmet Aradow       | Jordan Doinow      | Tomas Toth         |
| -100 kg | Petar Christow     | Andreas Schröder   | Newsat Altinoluk   |
| +100 kg | Sergei Koldew      | Michael Rentsch    | Laszlo Köfalvi     |

### Medaillenspiegel
| Rang | Land                            | Gold | Silber | Bronze |
| ---- | ------------------------------- | ---- | ------ | ------ |
| 1    | Sowjetunion                     | 5    | 1      | 2      |
| 2    | Bulgarien                       | 2    | 4      | 2      |
| 3    | Türkei                          | 2    | 2      | 2      |
| 4    | Polen                           | 1    | 0      | 0      |
| 5    | Deutsche Demokratische Republik | 0    | 2      | 1      |
| 6    | Österreich                      | 0    | 1      | 0      |
| 7    | Ungarn                          | 0    | 0      | 2      |
| 8    | Jugoslawien                     | 0    | 0      | 1      |